# 呂守旺
呂守旺（英語：Francis Lu Shou-wang，1966年3月17日—2011年4月30日，聖名：方濟）是天主教中國籍主教及方濟會會士，獲得中國政府與聖座共同承認。曾仕宜昌教區主教。（2007年-2011年）

## 生平
呂守旺出生於1966年3月17日的中國湖北省宜昌，為土家族人。在1985年入讀武漢中南神哲學院。1991年5月19日，呂守旺25歲時在方濟會晉鐸。晉鐸後，擔任堂區工作。在1992年至1997年間，在武漢神哲學院執教。
1999年，呂守旺神父被任命為宜昌教區副主教。2005年開始掌管教區事務。2006年12月，呂守旺當選為宜昌教區主教候任人。
2007年，獲時任教宗本篤十六世任命為宜昌教區主教。同年11月30日，由漢中教區主教余成悌主禮晉牧。
呂守旺主教自2010年9月在湖南探訪鄰近教區時患病緊急送院，屢經轉移醫院，一直未有出院。在經過近半年的醫院診治之後，於2011年4月30日凌晨因急性胰腺炎，在中國湖北省武漢病逝，享年45歲。
同日，呂主教的遺體運返宜昌。5月3日舉行喪禮，由北京總教區主教李山主禮，江門教區主教梁建森和萬縣教區主教何澤清襄禮。與曾在武漢中南神哲學院同讀的神父也有列來共祭，數百教友參加。